# Motorola ROKR W5
El Motorola ROKR W5 (pronunciado "rocker") es un teléfono móvil GSM fabricado por Motorola con un formato clamshell y con orientación a la reproducción de música.
Es idéntico al Motorola W510, la diferencia es el color de la carcasa y el W510 no posee el MotoID, una aplicación que permite identificar el nombre de una música grabando una pista de ella.
Es un teléfono que pertenece a la serie ROKR de Motorola.

## Características
- GSM (cuatribanda) 850 / 900 / 1800 / 1900.
- Lanzamiento: octubre de 2007.
- Tamaño: 99 x 46 x 17.5 mm.
- Peso: 103 gramos.
- Pantalla: TFT 176 x 220 píxeles 262k colores. Protegida por cristal antirayado.
- Ringtones: Polifónico y MP3.
- Memoria: 20MB de memoria interna. Expandible hasta 2GB con una MicroSD. (1GB Incluida).
- Cámara: 1.3 megapixeles y zum 8x.
- Batería: Batería Li-Ion de 880 mAh. (Tiempo de espera hasta 14 días) (Tiempo de conversación hasta 7 horas).
- Juegos: Si (Descargables).
- Mensajería: SMS, MMS, Email y Mensajería Instantánea.

- Datos: Q109310971